# Saint-Jean-d'Ataux
Saint-Jean-d'Ataux is een gemeente in het Franse departement Dordogne (regio Nouvelle-Aquitaine) en telt 117 inwoners (2009). De plaats maakt deel uit van het arrondissement Périgueux.

## Geografie
De oppervlakte van Saint-Jean-d'Ataux bedraagt 12,4 km², de bevolkingsdichtheid is dus 9,4 inwoners per km².
De onderstaande kaart toont de ligging van Saint-Jean-d'Ataux met de belangrijkste infrastructuur en aangrenzende gemeenten.

## Demografie
Onderstaande figuur toont het verloop van het inwonertal (bron: INSEE-tellingen).
1. ↑  Populations de référence 2022.